# Асатур, Константин Георгиевич
Константин Георгиевич Асатур  (21 ноября 1908, Санкт-Петербург, Российская империя — 24 мая 2011, Санкт-Петербург, Россия) — советский и российский учёный инженер-гидромеханик, доктор технических наук, профессор Ленинградского горного института и создатель его лаборатории гидравлики. Автор теории гидроотбойки и вихревой теории гидромониторного насадка.  

## Биография
Асатур родился 21 ноября 1908 года в Санкт-Петербурге. Его отец Геворг Константинович Асатур (Аствацатрян) был филологом, переводчиком и преподавателем. Мать — Софья Николаевна (урожд. Меликян).
В октябре 1917 году из-за революции его семья уехала в Ереван. Там его отец преподавал в Ереванском университете, мать преподавала в техникуме.
Асатур в 1930 году завершил обучение в Ленинградском политехническом институте по гидротехническому направлению.
Затем работал в Гидропроекте до 1951 года., где участвовал в разработке многих гидроэлектростанций в СССР: Усть-Каменогорская ГЭС, Усть-Каменогорская ГЭС, Севано-Разданский каскад, Чирчикский каскад в Узбекистане. Находился на должностях от проектировщика до главного инженера проекта и начальника сектора.
В годы войны принимал участие в оборонных работах.
Затем вернулся в Ленинград и занялся преподавательской деятельностью. Читал курсы по гидравлике, теоретической механике, гидроэнергетики и сопротивлению материалов.
В 1948 году ему была присвоена кандидатская степень в Политехническом институте.
С 1951 году Асатур перешёл в Ленинградский горный институт, стал ассистентом, затем доцентом, а после — заведующим кафедрой теплотехники и гидравлики (1962—1963). В 1952 году при его ключевом вкладе была создана лаборатория гидравлики.
В 1993 году ему присвоена докторская степень (тема диссертации «Механика разрушения горных пород гидромониторными струями»).
Умер 24 мая 2011 года на 103 году жизни.

### Научные достижения
Асатур является создателем теории гидроотбойки и вихревой теории гидромониторного насадка. Он развил теорию резонансов в потоках жидкости. Изложил представление о динамическом разрушении путём совмещения кинетической концепции прочности с аналитическими уравнениями механики. Решил задачу затухания упругих волн и расчёта гидравлического удара в трубопроводах. доказал совместность предельной и кинетической концепций прочности.
Является автором свыше 100 работ, включая одного учебника и двух монографий и соавтором нескольких изобретений.